# Wycliffe Smith
Wycliffe Sylvester Smith (Saba, 18 december 1948) is een Sint Maartens politicus, dichter en schrijver. Hij was van 10 oktober 2019 tot 19 november 2019 minister-president van Sint Maarten..

## Leven
Wycliffe Smith werd geboren op Saba en doorliep de MULO in Sint Maarten. Na het behalen in 1971 van zijn hoofdakte in Nederland vervulde hij verschillende functies in het onderwijs op de bovenwindse eilanden, waaronder die van inspecteur voor het basisonderwijs en hoofd van het departement van Onderwijs op Sint Maarten. In de jaren negentig was hij rector van de Universiteit van Sint Maarten en nadien lid van de raad van bestuur. Smith is vele jaren werkzaam geweest als predikant van de New Testament Baptish Church in Philipsburg.

### Politiek
Van 1 november 1983 tot 2 november 1989 was Smith de gezaghebber van Saba.. In 2015 was Smith een van de oprichters van de Sint Maarten Christian Party (SMCP), in de verkiezingen van 2016 wist deze partij geen zetels te bemachtigen in de Staten van Sint Maarten. In de daarop volgende verkiezingen van 2018 won de partij één zetel onder leiding van Smith. De SMCP vormde naar aanleiding van die verkiezingen samen met de United Democrats een regering, het kabinet-Marlin-Romeo II. Smith werd de enige minister namens de SMCP en kreeg de portefeuille Onderwijs, Cultuur, Jeugd- en Sportzaken. Na het aftreden van Leona Marlin-Romeo als minister-president werd Smith de premier van het demissionaire kabinet, hij bleef daarnaast minister van Onderwijs, Cultuur, Jeugd- en Sportzaken.

### Dichter en schrijver
In 1976 debuteerde Smith met een uitgave van eigen gedichten A Voice from W-inward. Van de poëzie en de orale volksliteratuur op de Bovenwindse eilanden stelde hij een historisch overzicht en een bloemlezing samen. Voor kinderen publiceerde hij verhalen en gedichten. Door het werk van Smith kreeg de Engelstalige literatuur van de Bovenwindse eilanden meer aandacht als onderdeel van de Nederlands-Antilliaanse literatuur.

## Werken
- A Voice from W-inward (1976)
- A broken dream (1979, met Carmen Simmons)
- Nature, I love you (1980, met Enrique Muller e.a.)
- Windward Island verse: a survey of poetry in the Dutch Windward Islands (1981)
- Winds above the hills: a collection of poems from St. Maarten, Netherlands Antilles (1982)
- Mind Adrift (1983)
- The development of poetry in the Dutch Windward Islands
- The story boat: stories from island travels over the water. Now they are taking a boat to you (2002, met James Franklin Wilson, Toon Tellegen e.a.)

- Library of Congress Control Number: n79116644
- Virtual International Authority File: 23425046
- WorldCat: E39PBJp67gHBjppjTgk79fGj4q